# بازاریابی ورزشی
بازاریابی ورزشی (به انگلیسی: Sports marketing) شاخه‌ای از بازاریابی است که همزمان بر تبلیغ برنامه‌های ورزشی و تیم‌ها و همچنین تبلیغ کالاها و خدمات دیگر از طریق برنامه‌های ورزشی و تیم‌های ورزشی توجه دارد. در این سرویس عناصری که تبلیغ می‌شوند می‌توانند محصولات فیزیکی یا یک برند باشند. هدف از این نوع بازاریابی به وجود آوردن استراتژی‌هایی است که مشتری از طریق آن‌ها به تبلیغ یک ورزش یا کالایی غیر از ورزش از طریق ورزش بپردازد. بازاریابی ورزشی همچنین برای اینکه مشتری نیازها و خواسته‌های خود را از طریق یک پروسه تبدیل شناسایی کند طراحی شده‌است. این استراتژی‌ها از همان چهار «پی» معروف در بازاریابی عمومی (محصول، قیمت، تبلیغات و محل) پیروی می‌کنند. با در نظر گرفتن این که ورزش‌ها یک خدمت محسوب می‌گردند، چهار «پی» دیگر نیز به بازاریابی ورزشی افزوده شده‌اند. این چهار «پی» عبارتند از: برنامه ریزی، بسته بندی، موقعیت یابی و ادراک. این چهار عنصر اضافه شده «مخلوط بازاریابی ورزشی» نامیده می‌شوند.
بازاریابی ورزشی به سه قسمت تقسیم می‌شود. اولین بخش به تبلیغات ورزش و انجمن‌های ورزشی مانند المپیک ها، لیگ برتر انگلیس و یا
مسابقات جام جهانی والیبال می‌پردازد. بخش دوم استفاده از برنامه‌های ورزشی، تیم‌ها و ورزشکاران برای تبلیغ محصولات مختلف است. بخش سوم تبلیغ تبلیغ گسترده ورزش برای شرکت بیشتر افراد در برنامه‌های ورزشی است. در بخش اول، تبلیغات به صورت مستقیم به ورزش مربوط است. در مورد دوم، محصولات می توانند ورزشی باشند اما الزامی در این مورد وجود ندارد. هنگامی که تبلیغات برای ورزش انجام می‌شود، به این استراتژی بازاریابی ورزش گفته می‌شود. اما هنگامی که از برنامه‌های ورزشی، ورزشکاران، تیم‌ها یا لیگ‌ها برای تبلیغ محصولات مختلف استفاده می‌شود، به این استراتژی بازاریابی از طریق ورزش گفته می‌شود. هنگامی که تبلیغات به قصد افزایش مشارکت کنندگان انجام می‌شود، به آن بازاریابی ورزشی عمومی می گویند. برای تبلیغ محصولات یا خدمات، شرکت‌ها و انجمن‌ها از مجراهای گوناگونی مانند اسپانسر شدن تیم‌ها و ورزشکاران، تبلیغات تلویزیونی رادیوی در حین پخش برنامه‌های ورزشی و افراد مشهور یا تبلیغ در محل برگزاری مسابقات ورزشی تبلیغات را انجام می دهند.